# 永宁州 (建昌路)
永宁州，中国元朝时设置的州。
唐朝时南诏置永宁州，属建昌府（建昌郡）。治所在今四川省西昌市，之后废除。元世祖至元十七年（1280年）复置永宁州，属云南行省建昌路。元朝分建昌为二州，在城里是建安州，东郭是永宁州。治今四川省西昌市，与建安州同为建昌路治。明太祖洪武十五年（1382年）明朝废除永宁州。